# SN 1990X
SN 1990X – supernowa typu II odkryta 17 sierpnia 1990 roku w galaktyce M+04-55-10. W momencie odkrycia miała maksymalną jasność 19,00m.